# Ожгибовка
Ожги́бовка — село в Пильнинском районе Нижегородской области. Входит в состав Большеандосовского сельсовета.

## Расположение
Ожги́бовка располагается на реке Мурле́йка, являющейся притоком реки А́нды (в одном километре от неё), в 7,5 км от районного центра — города Пи́льна.
Село состоит из центральной улицы и заовражной части.
Работает молочная ферма, есть амбулатория, клуб и магазин. Село газифицировано.
Почтовое отделение и школа находятся в соседнем селе Столби́щи.

## Население
| 2002 | 2010 |
| ---- | ---- |
| 253  | ↘164 |

## Церковь

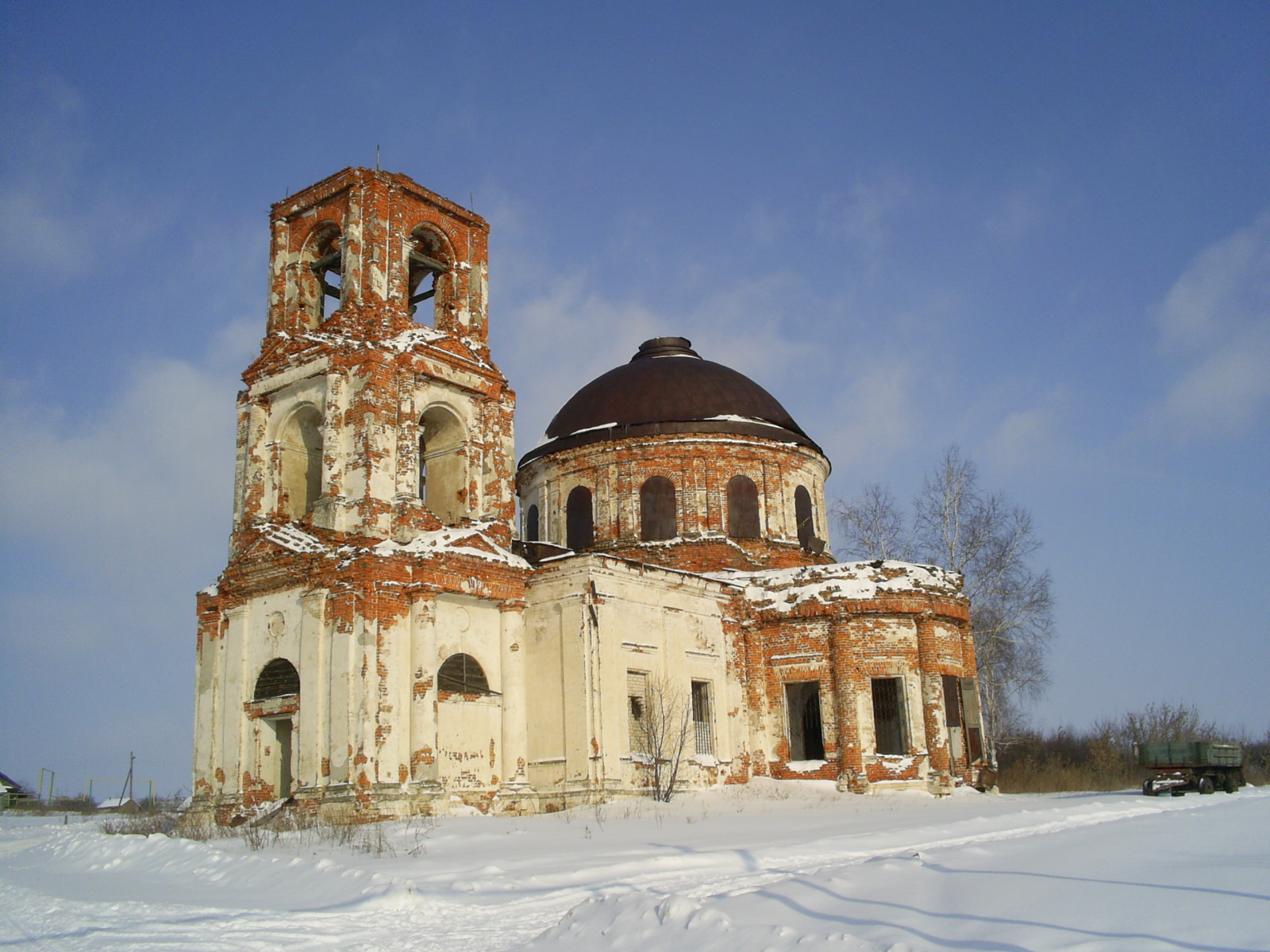
Здание храма Святой Троицы

Архитектурной доминантой села является Храм Святой Троицы с двумя пределами, построенный в XVIII веке на холме в заовражной части села.
В церкви села, принадлежавшего до революции Бобоедовым, при возношении молитв во время службы об упокоении умерших и похороненных в Ожгибовке Бобоедовых молились и об упокоении раба Божия Герасима убиенного. Этот Герасим Васильев во время пугачёвского восстания был одним из командиров («полковником») отряда армии Пугачёва. Вся семья помещика Петра Михайловича Бобоедова была привезена из Ожгибовки крестьянами на расправу к Пугачёвскому «полковнику» — Герасиму Васильеву. Маленький сын Петра Михайловича Бобоедова — Василий своею удалою пляскою сумел переложить гнев на милость пугачёвского «полковника». Кроме того, Герасим Васильев был прежним печником Бобоедовых и помнил хорошее отношение к себе помещика. В результате Петр Михайлович Бобоедов и его семья были спасены от смерти. Однако, спустя несколько часов, на глазах спасенного помещика погиб его избавитель — Герасим Васильев, который был убит отрядом войск императрицы Екатерины II, преследовавшим отряды Пугачёва.
В советское время здание храма использовалось для хозяйственных нужд.

## Достопримечательности
А. М. Орлов в книге «Нижегородские татары: этнические корни и исторические судьбы» пишет об Ожгибовке:

…

"Татарский фактор в истории Ожгибовки прослеживается в ряде обстоятельств — в междуречье Пьяны и Волги, в низовьях Суры обнаружены остатки булгарских городищ, крупный клад золотоордынских монет, сокрытый в конце XIV в. Первоначальное название «Маклаково» свидетельствует о том, что оно было известно как торговое село. Татарские связи прослеживаются в том, что оно выступало одним из штабов на заключительном этапе разинского восстания, когда продолжали сражаться с правительственными войсками в основном татары. Татары, бежавшие от преследования превосходящих сил правительственных войск, оказались здесь в окружении, и селение целиком было сожжено. … Следует заметить, что в Пьянско-Присурском районе, особенно в Припьянье нет следов от постоянных татарских селений — отсутствуют древние кладбища, каменные памятники, присущие оседлому мусульманскому населению.
— А. Орлов «Нижегородские татары: этнические корни и исторические судьбы», раздел «Татары-мишари в Пьянско-Сурском районе» 
В XIX веке Ожгибовка принадлежала дворянам Бобое́довым, в селе до революции 1917 года располагалась усадьба с парком и прудом. Здание усадьбы не сохранилось. Сохранились остатки барского парка и барского сада.
Сохранился старинный колодец, расположенный в овраге у большой дороги. Вплоть до 80-х годов XX века для добывания воды из колодца использовалось устройство типа «журавель», воду носили на коромыслах. В настоящее время в селе действует централизованный водопровод, при этом колодец остаётся действующим.

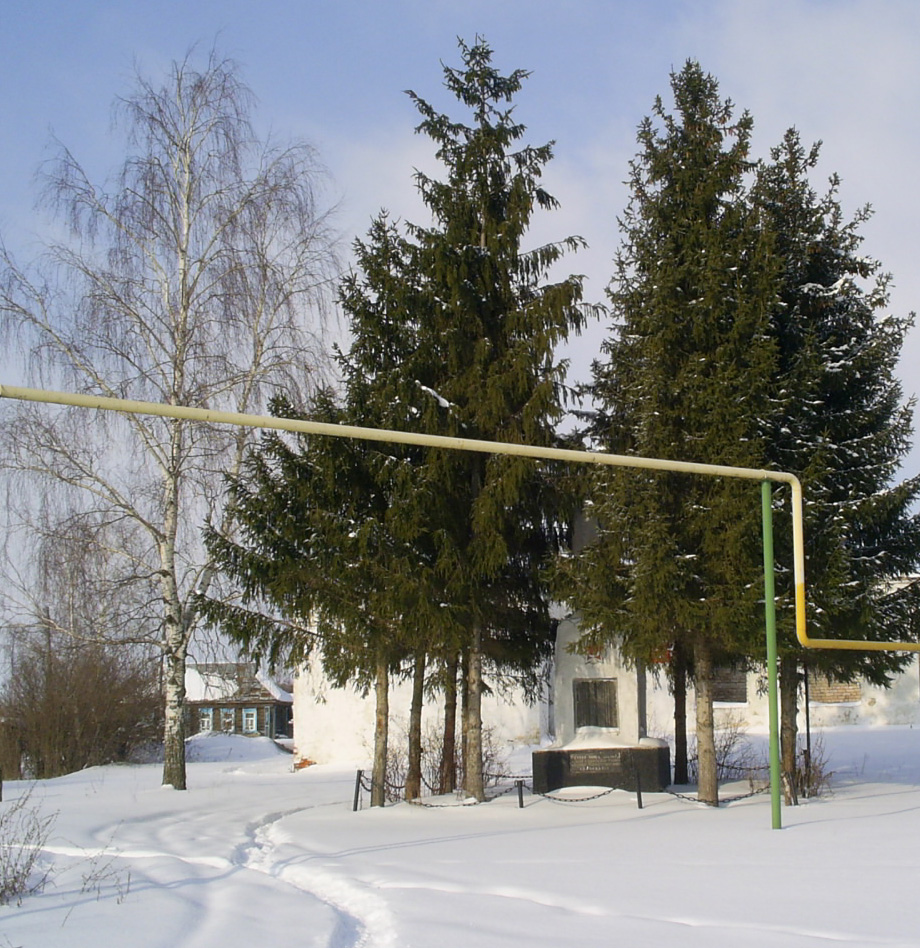
Мемориал погибшим в войне 1941—1945 гг.

В Ожгибовке есть мемориал погибшим воинам с размещенными на его цоколе мраморными плитами, на которых выбиты фамилии всех ожгибовцев, погибших при защите Родины в войне 1941—1945 гг.

## В литературе
Село Ожгибовка отражено в произведениях литераторов, живших в Ожгибовке в разные годы.
Шумерлинская поэтесса Мария Власова, уроженка Ожгибовки, в своих стихах, опубликованных в сборнике «О сокровенном», так описывает своё родное село.
О деревенской околице:

…

«В маленький домишко на краю села

С выходом на пенсию судьба привела,

Всюду в моем сердце, где б я ни жила,

О тебе скучала, Ожгибовка моя».

— М. Власова «О сокровенном. Сборник стихов»/ Шумерля, ГУП ЧР «Шумерлинский издательский дом», 2013., с.49.
О храме:

…

«Стоит церковь на селе, возвышается,

С высоты своей возмущается,

Ждёт она людей, когда к ней придут,

У порога её хоть свечу зажгут.

И поклонятся ей, чтоб Бог увидел нас,

И попросят прощенья и услышат глас».

— М. Власова «О сокровенном. Сборник стихов»/ Шумерля, ГУП ЧР «Шумерлинский издательский дом», 2013., с.11.
О старом барском саде:

…

«А какой в селе был Барский сад,

Искупаться в пруду каждый житель был рад».
— М. Власова «О сокровенном. Сборник стихов»/ Шумерля, ГУП ЧР «Шумерлинский издательский дом», 2013., с.12.

## Фотогалерея

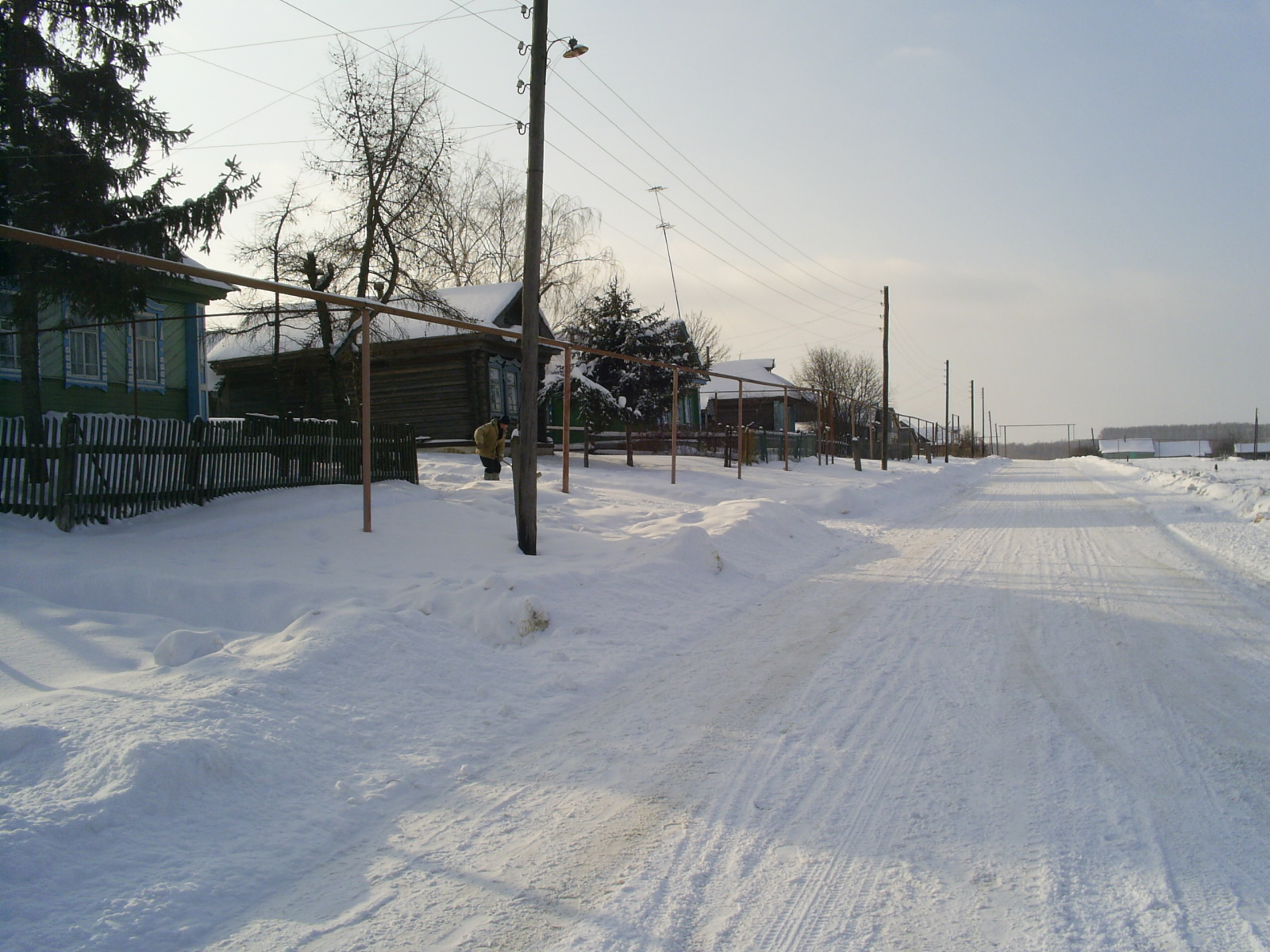
Вид главной улицы села Ожгибовка
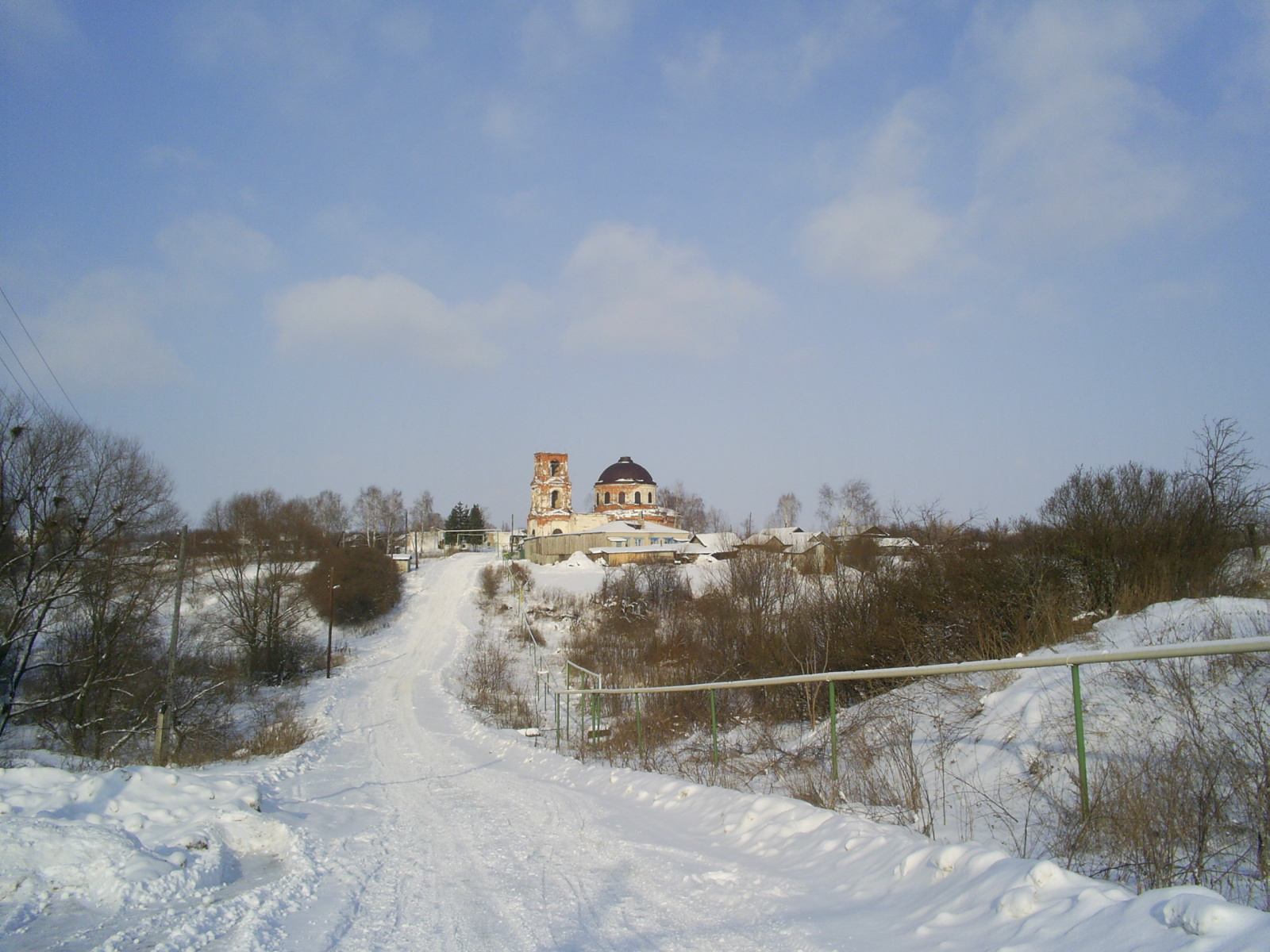
Вид на Троицкую церковь села Ожгибовка
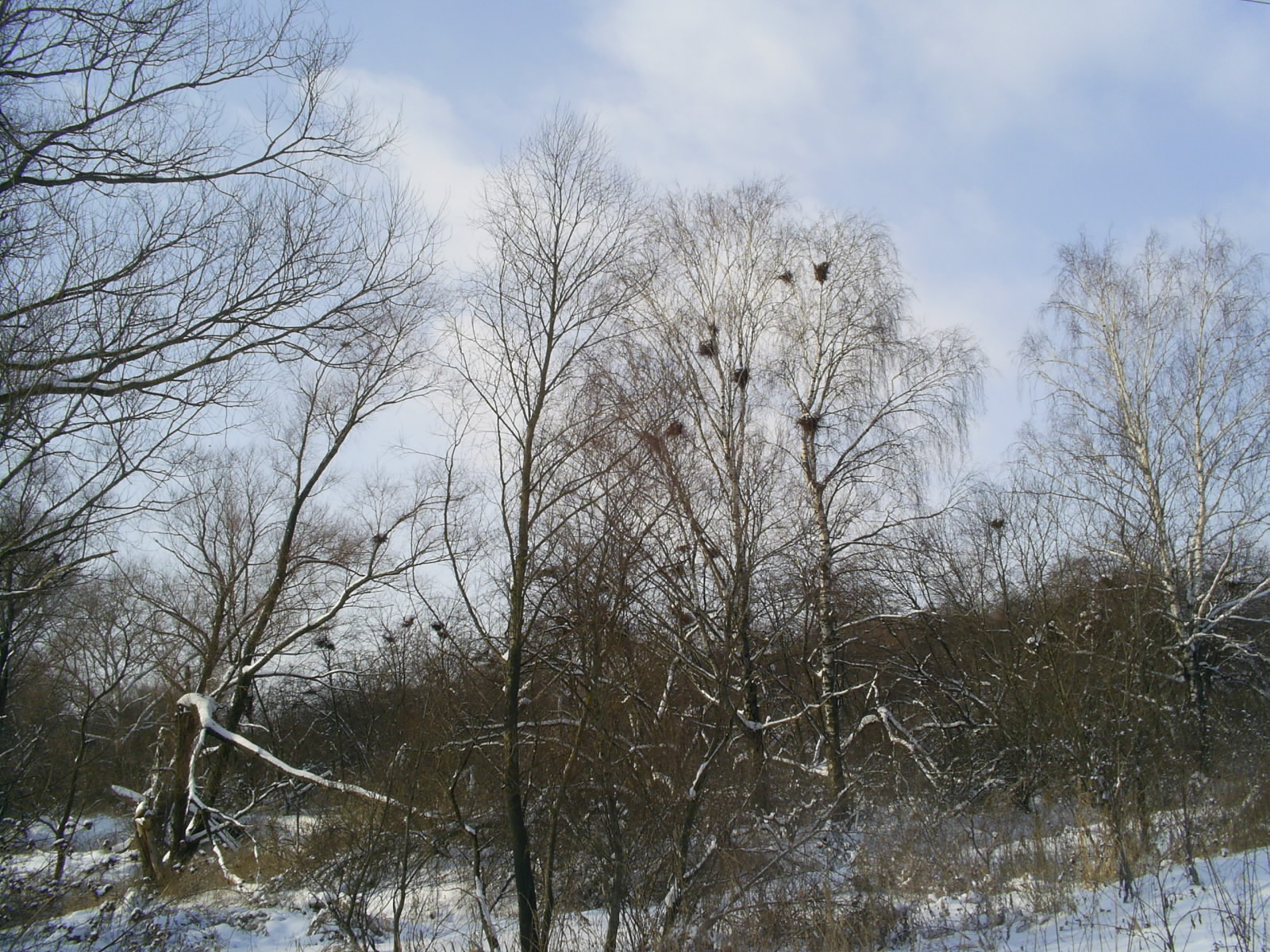
Вид на барский сад
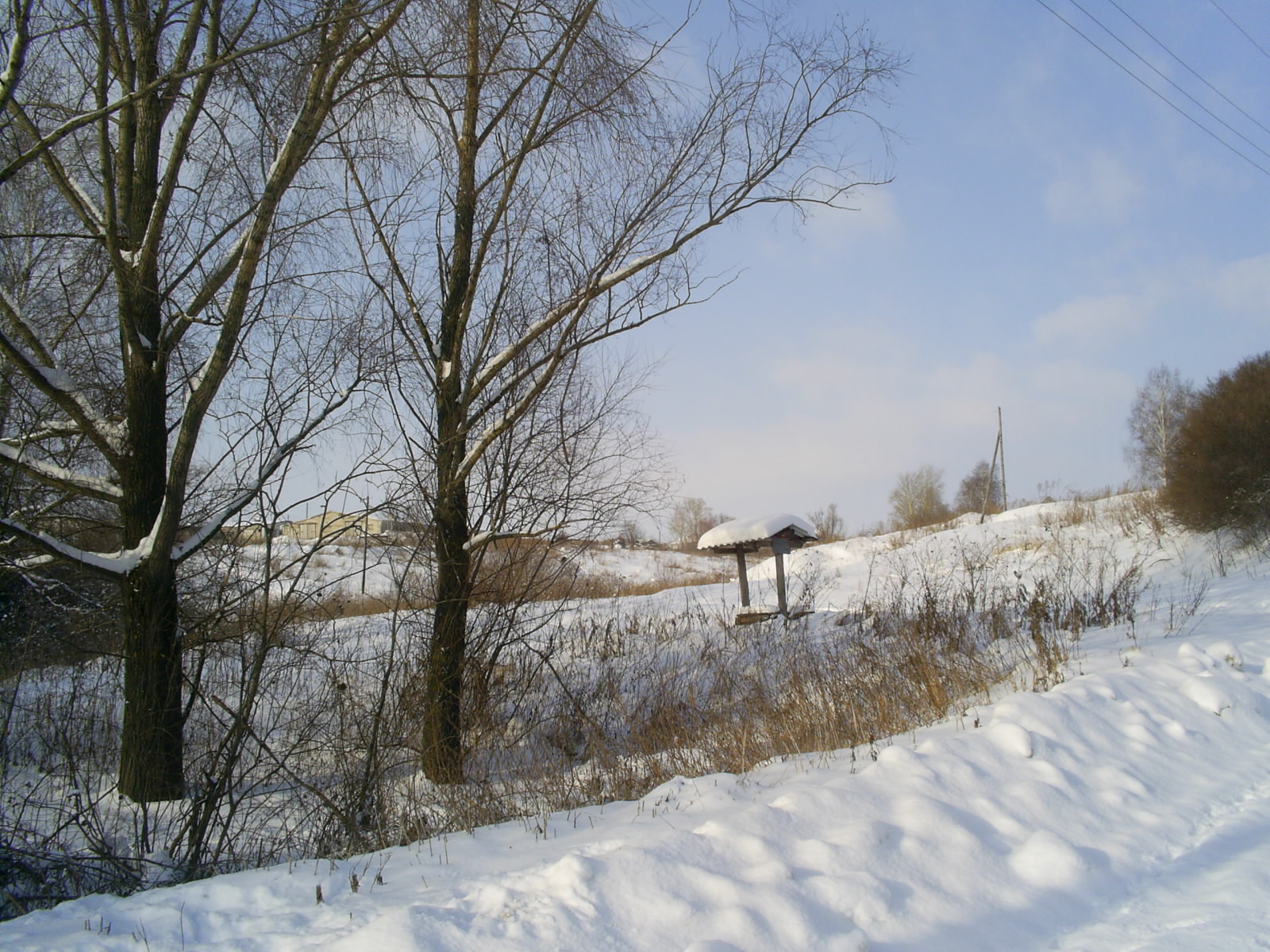
Вид на старинный колодец и молочную ферму села Ожгибовка
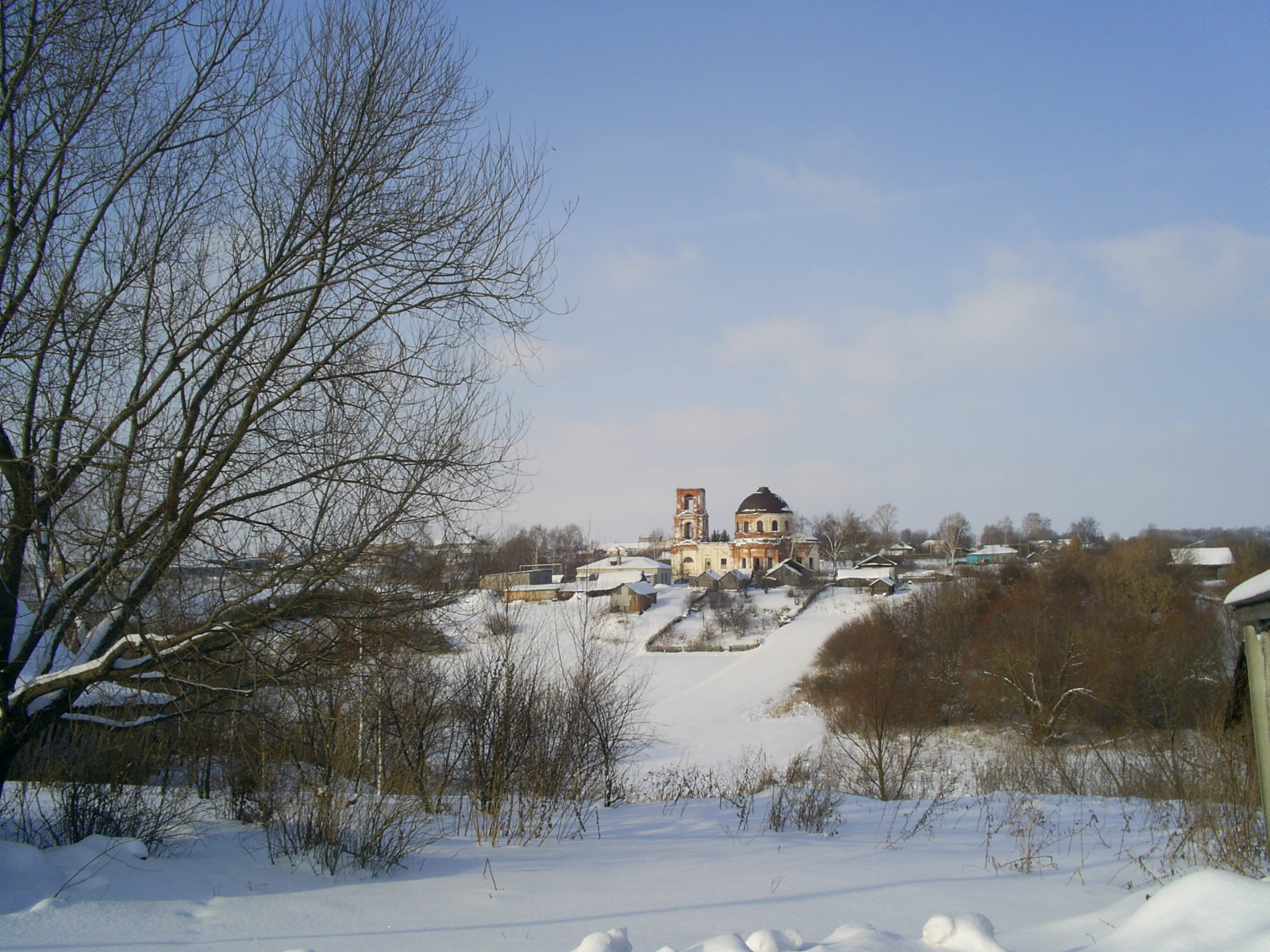
Вид Заовражья
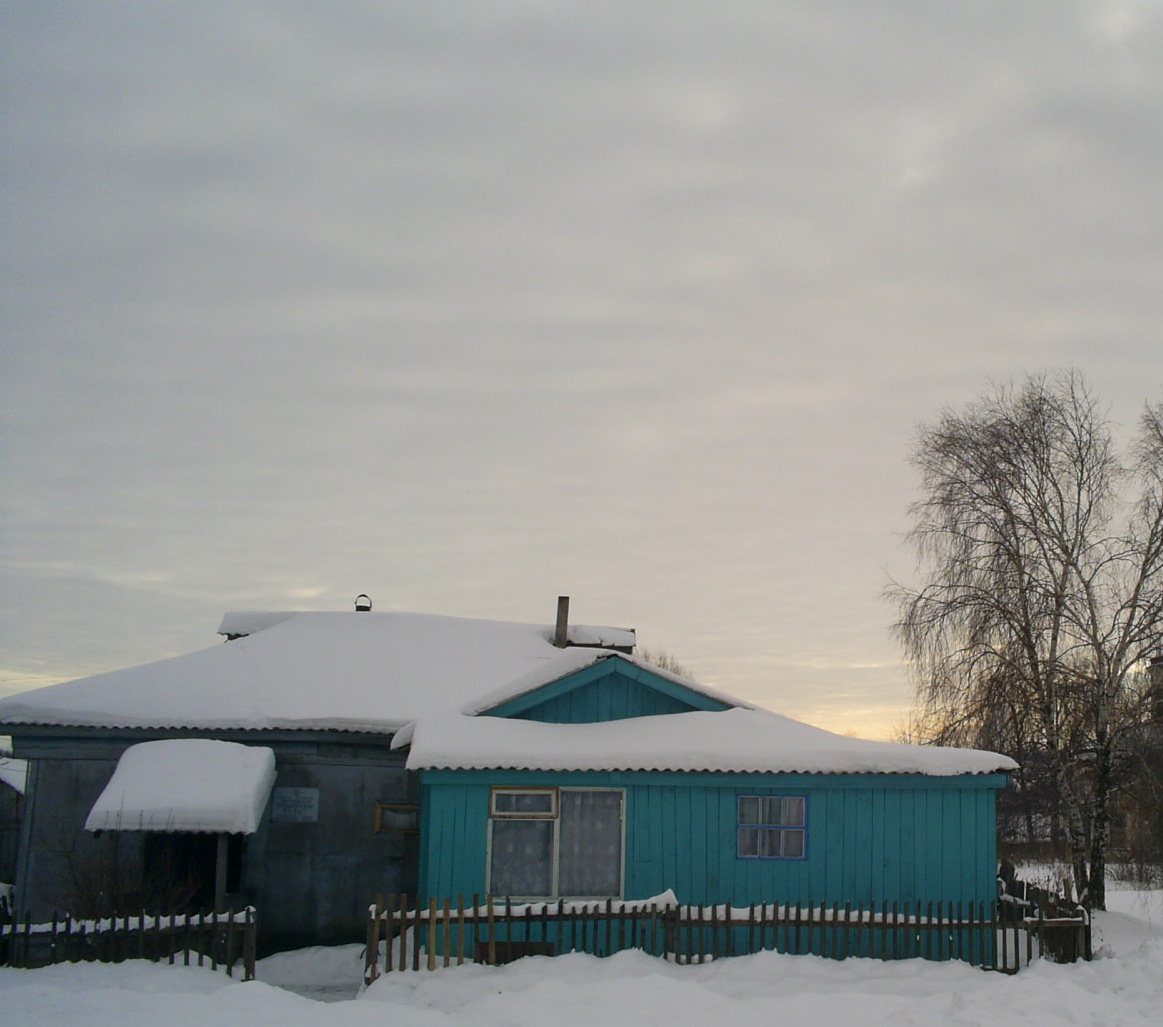
Амбулатория
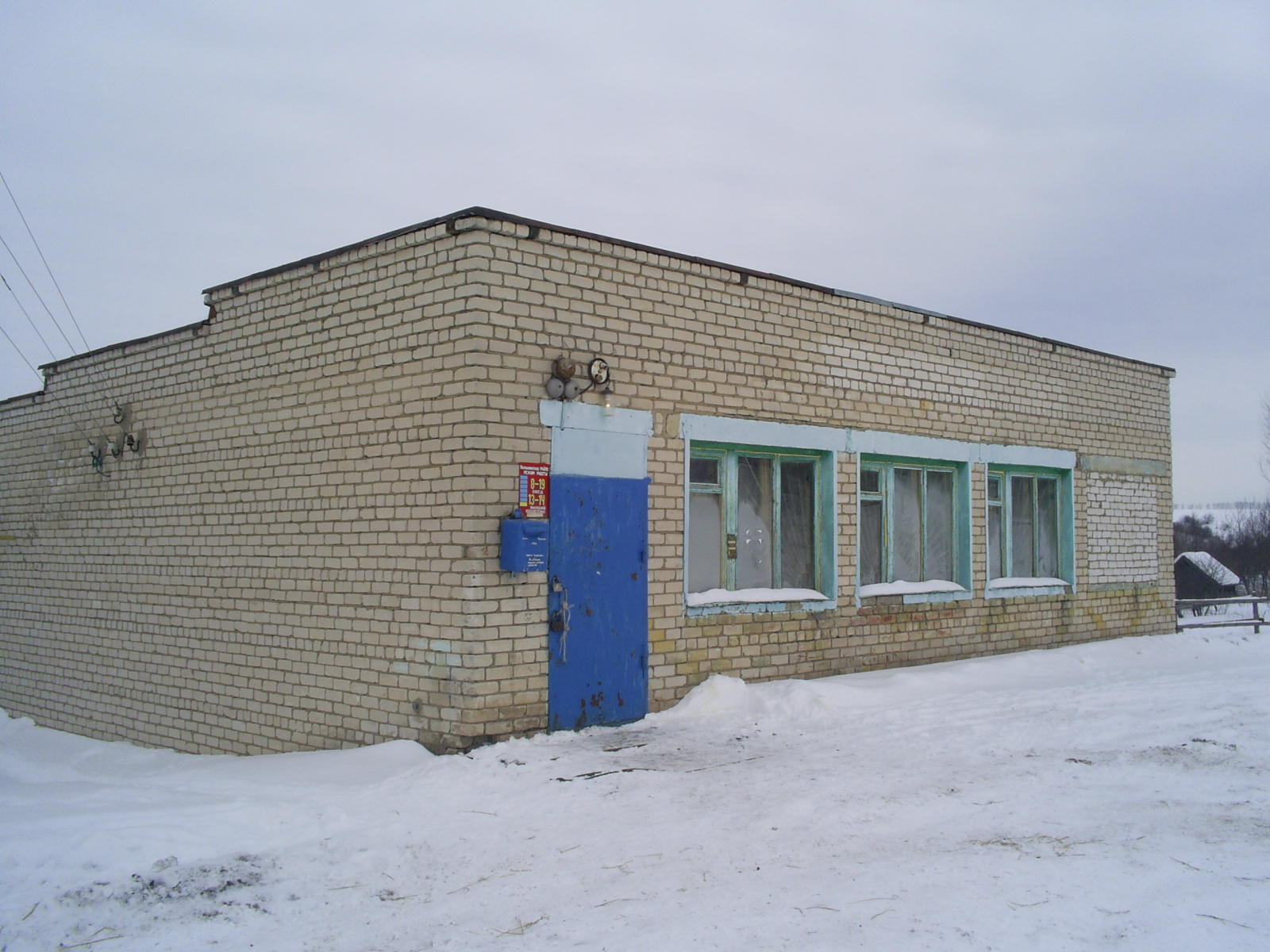
Магазин
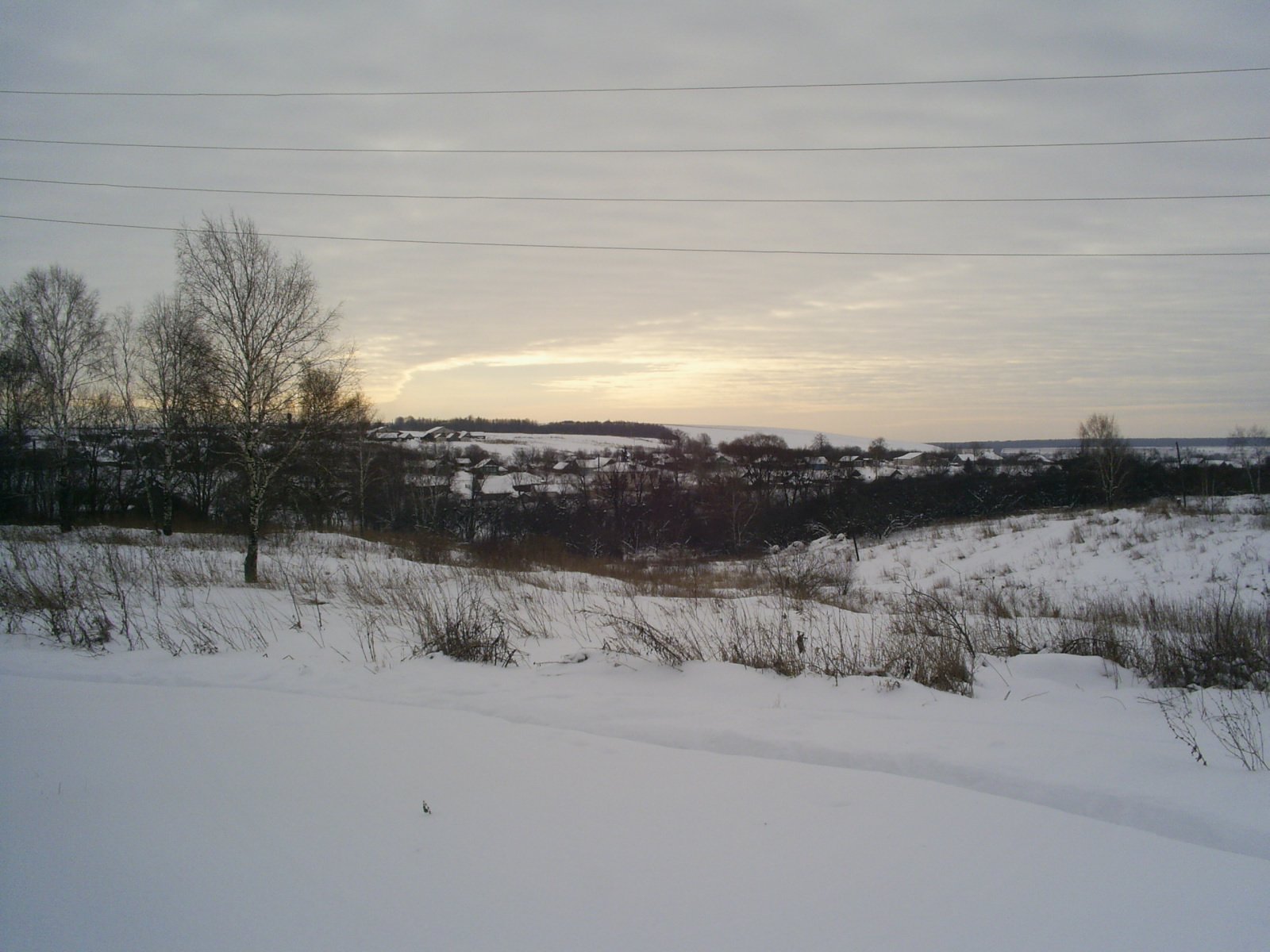
Вид села Ожгибовка на закате